# 登録局
登録局（とうろくきょく）は、電波法に規定する免許を要しない無線局の一種である。

## 定義
電波法第4条第4号に「法第27条の21第1項の登録を受けて開設する無線局」と定義している。
「法」は電波法の略
ここで、第27条の21第1項の登録には、総務省令に定めるもので、
- 適合表示無線設備のみを用いること
- 他の無線局に混信を与えないように運用することのできる機能を有すること
- 定められた区域内に開設するものであること

を条件としている。

## 概要
電波法第4条に規定する免許を要しない無線局の内、同条第4号にあるものは総合通信局（沖縄総合通信事務所を含む。以下同じ。）に登録を申請し無線局登録状の交付を受けた後でなければ使用できない。
申請不要な第1号から第3号までのものと免許を要するものとの中間といえる。
外国籍の者の登録を排除する規定はない。
無線機は技術基準適合証明の対象であり技適マークの表示は必須である。
登録の権限
総務大臣が実施するものであるが、権限は設置場所又は常置場所を管轄する総合通信局長に委任されている。
包括登録
周波数及び無線設備の規格を同じくするものは包括登録される。この場合、無線局登録状に局数は記載されない。 

## 種別
電波法を受けた電波法施行規則第16条の各号に規定される。
2024年（令和6年）9月30日現在
1. 空中線電力1W以下のPHSの基地局
2. 空中線電力10mW以下のPHSの中継機能を持つ陸上移動局
3. 920MHz帯構内無線局（移動体識別用に限る。）
4. 周波数ホッピング方式の2.4GHz帯構内無線局
5. 5.2GHz帯高出力データ通信システムの基地局
6. 5.2GHz帯高出力データ通信システムの陸上移動中継局
7. 920MHz帯陸上移動局（920.5MHz～923.5MHzで次項にあてはまらないもの）
8. 920MHz帯陸上移動局（916.7MHz～920.9MHz）
9. 351MHz帯デジタル簡易無線局

上記の他、次の無線局については「令和18年3月31日」まで登録局とされる。
1. 5GHz帯無線アクセスシステムの基地局
2. 5GHz帯無線アクセスシステムの陸上移動中継局
3. 5GHz帯無線アクセスシステムの陸上移動局
4. 5GHz帯無線アクセスシステムの携帯基地局
5. 5GHz帯無線アクセスシステムの携帯局

## 混信防止機能
他の無線局に混信を与えないように運用することのできる機能としては、無線設備規則に次のように規定している。
- PHSの陸上移動局の送信周波数については、基地局から送信する電波により制御できるものであること。[3]
- 5GHz帯無線アクセスシステムの陸上移動局又は陸上移動中継局の送信周波数については、基地局（陸上移動局にあっては、他の無線局により中継されたものを含む。）から送信する電波により制御できるものであること。[4]
- ホッピング方式以外の構内無線局と簡易無線局は、送信時間制限装置とキャリアセンス機能（他局の電波を受信している間は送信不能とする機能）を搭載すること。[5]
- 5.2GHz帯高出力データ通信システムの基地局は、他の無線局から制御されることなく送信を行うとともに、通信系内の他の無線局の制御を行うこと。[6]
- 5.2GHz帯高出力データ通信システムの陸上移動中継局は、基地局からの制御を受けて当該基地局と通信するとともに、通信系内の陸上移動局及び小電力データ通信システムの無線局の制御を行うこと。[7]

その他、空中線電力や空中線の利得についても種別ごとに制限がある。

## 開設区域
「開設区域」とは無線機を使用できる場所を意味し、移動しない無線局は設置場所、移動する無線局は移動範囲のことである。
電波法施行規則第18条第1項で種別毎に具体的な区域が告示されるものとしている。
第2項では第1項に規定されないものは全国で開設できるとされ、この「全国」とは河川・湖沼を含む陸上のことである。
2024年（令和6年）9月30日現在
第1号 351MHz帯デジタル簡易無線局
- 351.10625～351.19375MHzは全国及び日本周辺海域並びにその上空
- 351.03125～351.38125MHzは全国及び日本周辺海域

「日本周辺海域」とは排他的経済水域（沿岸から200海里）を意味する。
第2号 削除
注 削除されたのは「5GHz帯無線アクセスシステムの無線局」であり、上述の通り「令和18年3月31日」までは登録局とされるので廃止時点の開設区域を掲げる。
- 携帯局は全国及び周辺海域
- 携帯局以外の無線局は全国

第3号 5.2GHz帯高出力データ通信システムの無線局
- 北海道総合通信局:道内の一部区域
- 東北総合通信局:青森県、岩手県、宮城県、秋田県、山形県、福島県の各一部区域
- 関東総合通信局:茨城県、栃木県、埼玉県、千葉県、東京都、神奈川県、山梨県の各一部区域
- 信越総合通信局:新潟県の一部区域
- 東海総合通信局:静岡県、愛知県、三重県の各一部区域
- 近畿総合通信局:京都府、大阪府、兵庫県の各一部区域
- 中国総合通信局:岡山県、広島県の各一部区域
- 四国総合通信局:徳島県の一部区域
- 九州総合通信局:佐賀県、長崎県、熊本県、大分県、福岡県の各一部区域

注 上記は抄録であり、具体的な地域および空中線電力等の要件は告示を参照

## 旧技術基準の機器の使用
無線設備規則のスプリアス発射等の強度の許容値に関する技術基準改正

により、旧技術基準に基づく無線設備が登録されるのは「平成29年11月30日」まで
、
使用は「平成34年11月30日」まで

とされた。
対象となるのは、
- 「平成17年11月30日」[15]までに認証された適合表示無線設備
- 経過措置として、旧技術基準により「平成19年11月30日」までに認証された適合表示無線設備[16]

であり、該当するのは、
- 5GHz帯無線アクセスシステムの基地局、陸上移動中継局および空中線電力10mWを超える陸上移動局
- 空中線電力10mW以下のPHSの基地局
  - 2.45GHz帯周波数ホッピング方式の構内無線局は除外[17]される。

である。
新規登録は「平成29年12月1日」以降はできないが、使用期限はコロナ禍により「当分の間」延期された。
詳細は無線局#旧技術基準の機器の使用を参照。

## 操作
電波法施行規則第33条の無線従事者を要しない「簡易な操作」の規定から登録局に関係するものを抜粋する。
- 第4号　次に掲げる無線局（特定無線局に該当するものを除く。）の無線設備の通信操作
  - (1) 陸上に開設した無線局（後略）
  - (2) 携帯局
- 第6号　次に掲げる無線局（適合表示無線設備のみを使用するものに限る。）の無線設備の外部の転換装置で電波の質に影響を及ぼさないものの技術操作
  - (3) 簡易無線局
  - (4) 構内無線局
- 第7号　次に掲げる無線局（特定無線局に該当するものを除く。）の無線設備の外部の転換装置で電波の質に影響を及ぼさないものの技術操作で他の無線局の無線従事者（中略）に管理されるもの
  - (1) 基地局（陸上移動中継局の中継により通信を行うものに限る。）
  - (2) 陸上移動局
  - (3) 携帯局
- 第8号　その他に別に告示するもの

これらの規定により、
- 通信操作については、第4号(1)または(2)
- 技術操作については、
  - 簡易無線局は、第6号(3)
  - 構内無線局は、第6号(4)
  - 陸上移動局、携帯局および陸上移動中継局の中継により通信を行う基地局は、通信の相手方が無線従事者により管理されていれば、第7号(2)および(3)
  - プレストーク方式による無線電話の送受切替装置は、第8号に基づく告示[20]

が適用され無線従事者が不要となる。
無線従事者が必要となるのは、陸上移動中継局、携帯基地局および通信の相手方が無線従事者により管理されていない陸上移動局、携帯局および基地局（陸上移動中継局の中継により通信するもの）である。
- 上記の無線局は、政令電波法施行令第3条第2項第8号に規定する陸上の無線局であるので、最低でも第三級陸上特殊無線技士以上の無線従事者による管理を要する。

## 沿革
2005年（平成17年）
- 電波法令に規定[21]
  - 5GHz帯無線アクセスシステムの基地局、陸上移動中継局及び空中線電力10mWを超える陸上移動局が登録局とされた。周波数は4,900～5,000MHz。
  - 5GHz帯無線アクセスシステムの開設区域を規定する告示が制定[22]
- 空中線電力10mW以下のPHSの基地局および周波数ホッピング方式の2.4GHz帯構内無線局が追加[23]

2006年（平成18年）- 950MHz帯構内無線局が追加
2007年（平成19年）
- 空中線電力10mW以下の中継機能を持つPHSの陸上移動局が追加[25]
- 5GHz帯無線アクセスシステムの開設区域が拡大[26]

2008年（平成20年）- 351MHz帯デジタル簡易無線局が追加
- 351MHz帯デジタル簡易無線局の開設区域を規定する告示が制定[28]

2010年（平成22年）- 950MHz帯簡易無線局が追加
2011年（平成23年）- 920MHz帯構内無線局と920MHz帯簡易無線局が追加
- 950MHz帯が電気通信業務（携帯電話通信）に割り当てられた[31]ことによるもので、950MHz帯構内無線局と簡易無線局の新規登録は「平成24年12月31日」まで、使用は「平成30年3月31日」まで[32]

2012年（平成24年）- 5GHz帯無線アクセスシステムの携帯基地局と携帯局が追加、5,030～5,091MHzの使用も認められた。
- 5,030～5,091MHzの開設区域が規定[34]
- 5,030～5,091MHzの使用は2017年11月30日まで[35]
  - 等価等方輻射電力の上限が0.2uWを超えるもの（高スプリアス設備と通称）は、沖縄総合通信事務所の管轄区域では使用できないとされた。

2013年（平成25年）- 5GHz帯無線アクセスシステムの開設区域が拡大
2014年（平成26年）
- PHSの基地局の空中線電力が1W以下に緩和[37]
- 351MHz帯デジタル簡易無線局の開設区域に日本周辺海域が追加[38]

2017年（平成29年）
- 920MHz帯陸上移動局が追加[39]
  - 920MHz帯簡易無線局は削除、従前に登録された局は陸上移動局にみなされる。[40]
- 5GHz帯無線アクセスシステムの5,030～5,091MHzの使用が終了

2018年（平成30年）
- 950MHz帯構内無線局と簡易無線局の使用が終了[32]
- 5.2GHz帯高出力データ通信システムの基地局と陸上移動中継局が追加[41]
  - 5.2GHz帯高出力データ通信システムの開設区域を規定する告示が制定[11]

2019年（平成31年）- 920MHz帯陸上移動局が、920.5MHz～923.5MHzと916.7MHz～920.9MHzの2種類に細分
2022年（令和4年）
- 920MHz帯構内無線局は移動体識別用限定に[43]
- 登録局の規定は電波法第27条の18から第27条の21に繰下げ[44]、これにあわせ電波法施行規則も改正[45]

2023年（令和5年）- 351MHz帯デジタル簡易無線局の周波数拡大に伴い開設区域の規定も改正
2024年（令和6年）
- 5GHz帯無線アクセスシステムの無線局が削除[1]
  - 経過措置として「令和18年3月31日」まで従前の規定が適用、新規登録は「令和8年3月31日」まで[2]

| 年度         | 包括登録以外 | 包括登録  | 出典                   | 出典                  |
| ------------ | ------------ | --------- | ---------------------- | --------------------- |
| 平成18年度末 | 1,290        | 2,224     | 地方別・局種別無線局数 | H18.4Q 地方局・局種別 |
| 平成19年度末 | 1,294        | 30,112    | 地方別・局種別無線局数 | H19.4Q 地方局・局種別 |
| 平成20年度末 | 28           | 53,606    | 地方別・局種別無線局数 | H20.4Q 地方局・局種別 |
| 平成21年度末 | 141          | 74,072    | 地方別・局種別無線局数 | H21.4Q 地方局・局種別 |
| 平成22年度末 | 295          | 120,215   | 地方別・局種別無線局数 | H22.4Q 地方局・局種別 |
| 平成23年度末 | 645          | 165,312   | 地方別・局種別無線局数 | H23.4Q 地方局・局種別 |
| 平成24年度末 | 1,268        | 281,034   | 地方別・局種別無線局数 | H24.4Q 地方局・局種別 |
| 平成25年度末 | 2,309        | 357,842   | 地方別・局種別無線局数 | H25.4Q 地方局・局種別 |
| 平成26年度末 | 3,253        | 424,886   | 地方別・局種別無線局数 | H26.4Q 地方局・局種別 |
| 平成27年度末 | 4,302        | 613,550   | 地方別・局種別無線局数 | H27.4Q 地方局・局種別 |
| 平成28年度末 | 5,631        | 679,352   | 地方別・局種別無線局数 | H28.4Q 地方局・局種別 |
| 平成29年度末 | 6,882        | 841,936   | 地方別・局種別無線局数 | H29.4Q 地方局・局種別 |
| 平成30年度末 | 7,726        | 829,814   | 地方別・局種別無線局数 | H30.4Q 地方局・局種別 |
| 令和元年度末 | 8,622        | 899,222   | 地方別・局種別無線局数 | R01.4Q 地方局・局種別 |
| 令和2年度末  | 9,708        | 955,899   | 地方別・局種別無線局数 | R02.4Q 地方局・局種別 |
| 令和3年度末  | 10,621       | 1,023,673 | 地方別・局種別無線局数 | R03.4Q 地方局・局種別 |
| 令和4年度末  | 11,575       | 1,070,567 | 地方別・局種別無線局数 | R04.4Q 地方局・局種別 |
| 令和5年度末  | 12,401       | 918,243   | 地方別・局種別無線局数 | R05.4Q 地方局・局種別 |
| 令和6年度末  | 13,119       | 991,736   | 地方別・局種別無線局数 | R06.4Q 地方局・局種別 |